# Druhá bitva u St Albans
Druhá bitva u St Albans byla bitvou války růží, která se odehrála 17. února 1461 u St Albans nedaleko Londýna. Část yorského vojska, vedená Richardem, hrabětem z Warwicku se pokusila zablokovat cestu k Londýnu u města St Albans. Lancasterská armáda provedla obchvat a překvapené Warwickovo vojsko napadla zboku. Vítězové také osvobodili Jindřicha VI., kterého Yorkové věznili. Nicméně Lancasterové nebyli schopni toto vítězství dále využít.

## Pozadí
Po bitvě u Wakefieldu, která skončila porážkou Yorků a smrtí Richarda, vévody z Yorku, se přesouvala Lancasterská armáda na jih směrem na Londýn. Jejich vojsko tvořili částečně muži z West Country, ale hlavní část pocházela ze skotského pohraničí nebo ze samotného Skotska. Jejich velitelé byli mladí šlechtici Jindřich, vévoda ze Somersetu, Jindřich, hrabě z Northumberlandu a lord John Clifford, jehož otec padl v první bitvě u St Albans.
Po smrti Richarda z Yorku se jeho následníkem v nároku na anglický trůn stal jeho nejstarší syn Eduard, hrabě z Marchu (později král Eduard IV.). Na hranicích Anglie a Walesu shromáždil vojsko, zatímco Warwick se stal velitelem vojska na jihovýchodě země. Oba chtěli své armády spojit, aby mohli zadržet Lancasterské vojsko postupující ze severu, ale Eduardův postup byl zpomalen Lancasterským vojskem z Walesu v bitvě u Mortimers Cross.
Warwick se zajatým králem Jindřichem se přesunul na sever od Londýna k St Albans. Jeho vojsko zaujalo obrannou pozici okolo hlavní silnice nedaleko města. I když bylo jeho vojsko dost početné, nechal postavit obrannou linii jen ve směru na sever, odkud očekával příchod nepřítele. Markéta se o jeho plánech dověděla (zřejmě od zrádce jménem Lovelace). 11. února její vojsko zprudka zabočilo na západ a obsadilo město Dunstable. Warwickovi zvědové tento manévr nezachytili.

## Bitva
Z Dunstable se Markétino vojsko v noci přesunulo na jihovýchod, aby zaútočilo na St Albans. Přední voj zaútočil krátce po rozbřesku, ale byl odražen lučištníky, kteří na ně začali střílet z oken domů v centru města. První nápor byl odražen a Lancasterové hledali další cestu, kudy by se do města dostali. Druhý útok byl veden podél ulicí Folly Lane a Catherine Street a nesetkal se s Yorským odporem. Poté pokračoval boj muže proti muži, ve kterém byli Yorkové nuceni vzdorovat přesile, které několik hodin odolávali.
Poté, co obsadili město, vydali se Lancasterové na sever směrem k oddílům Johna Nevilla, které se nacházely na Bernard Heath. Yorští vojáci byli rozptýleni a místo, aby organizovali koordinovanou obranu, přistoupili na boj muže proti muži. Yorkové, kteří se pokusili podpořit obránce města, byli rozprášeni. Oddíl vojáků z Kentu pod vedením Lovelaceho zřejmě v té době zradil a přispěl ke zmatku v řadách Yorků. Warwick zjistil, že vyvedení jeho jednotek z opevnění na podporu Johnova vojska by bylo problematické.
Pozdě odpoledne Lancasterové začali útočit na hlavní síly Yorků na jihovýchodě pod vedením Warwicka a Norfolka. V té době se začala nad bojištěm snášet mlha, a když Warwick zjistil, že jeho vojsko, znatelně demoralizované vývojem bitvy, by muselo vzdorovat velké přesile, ustoupil se zbylými vojáky (asi 4 000 mužů) k Chipping Norton v Oxfordshire.

## Důsledky
Král Jindřich, který strávil bitvu sedě pod stromem v doprovodu dvou rytířů, byl vítězi osvobozen. Nenávist mezi jednotlivými stranami dosáhla takového rozsahu, že Markéta se druhý den ptala svého sedmiletého syna jakým způsobem, nikoli jestli vůbec, mají být oba rytíři doprovázející krále v době bitvy popraveni.
I když Markéta se svým vojskem mohla pochodovat na Londýn, změnila plán. Pověst Lancasterského vojska doprovázely zvěstí o rabování při jejich cestě na jih a tak Londýňané nechali před nimi zavřít brány města. To Markétu, podobně jako zpráva o Eduardově vítězství v bitvě u Mortimers Cross, rozčílilo. Lancasterové se tak stáhli zpět přes město Dunstable. Její armádu opustilo mnoho Skotů, kteří se spokojili s kořistí nabytou po cestě k St Albans. Eduard a Warwick vstoupili do Londýna 2. března a Eduard byl brzy jmenován anglickým králem.